# Tran (Stadt)
Tran (bulgarisch Трън, dt. Dorn) ist eine Stadt im äußersten Westen Bulgariens. Sie liegt rund 60 km nordwestlich des Stadtzentrums von Sofia in der Oblast Pernik. Tran ist das administrative Zentrum einer gleichnamigen Gemeinde.

## Gemeindegliederung
Zur Gemeinde Tran (bulg. Община Трън / Obschtina Tran) gehören neben der Stadt Tran noch folgende Dörfer: 
| - Bankja - Berainzi - Bogoina - Bochowa - Businzi - Butroinzi - Dalga Luka - Dokjowzi - Dolna Melna - Dschinchowzi - Elowiza - Erul - Esdimirzi | - Filipowzi - Glawanowzi - Glogowiza - Gorna Melna - Gorochewzi - Kaschle - Koschinzi - Kosturinzi - Leschnikowzi - Lewa Reka - Lomniza - Ljalinzi - Milkjowzi | - Miloslawzi - Mraketinzi - Mramor - Nasalewzi - Nedelkowo - Paramun - Penkjowzi - Prodantscha - Radowo - Rani Lug - Rejanowzi - Schipkowiza - Slischowzi | - Stajchowzi - Stresimirowzi - Studen Iswor - Zegrilowzi - Turokowzi - Welinowo - Widrar - Wrabtscha - Wukan - Jarlowzi - Sabel - Selenigrad |

## Geschichte
Die Stadt wurde erstmals im Jahre 1451 als Tran erwähnt, aus dem 15. und 16. Jahrhundert sind jedoch noch die Namen Turun, Tuin, Turan und Taran bekannt. Der Flus Erma, der durch die Stadt fließt, bildet in seinem Unterlauf die Tran-Schlucht (bulg. Трънско ждрело/Transko Schdrelo).
In Tran wurde die niedrigste Temperatur Bulgariens mit −38,3 °C im Winter 1947 gemessen.
Während des Serbisch-Bulgarischen Krieges von 1885/86 wurde die leere Stadt von serbischen Truppen der Morava-Division am 4. Novemberjul. / 16. November 1885greg. besetzt. Nach der entscheidenden Schlacht bei Sliwniza wurde die Stadt am 11. Novemberjul. / 23. November 1885greg. von der bulgarischen Armee zurückerobert.
Die Stadt ist Namensgeber für den Tran Crag, einen Nunatak auf der Livingston-Insel in der Antarktis.

## Söhne und Töchter der Gemeinde
- Stamen Grigorow (1878–1945), Arzt und Mikrobiologe, isolierte um 1905 als erster Mensch Bakterien aus Joghurt
- Gjurga Pindshurowa (1895–1971), Sängerin
- Wladimir Tritschkow (1899–1944), Partisan